# 구성남
성남시의 본시가지(城南市- 本市街地)는 경기도 성남시 북동부에 위치한 성남시의 옛 중심지이다.
통칭은 구성남(舊城南)이나, 정치적으로 올바른 성남원도심(城南原都心) 등으로 돌려 말하기도 한다.

## 역사
박정희 정부 시기 서울특별시 인구 분산을 위해 경기도 광주군 중부면 일대를 기반으로 광주대단지 건설사업을 통해 조성되었으며, 개발 기간 중앙정부와 서울특별시의 무관심으로 인해 8·10 성남민권운동이 일어나기도 하였다.
노태우 정부가 추진한 분당신도시 개발 및 성남시청의 이전으로 인해 도심의 기능이 사실상 분당구로 이관되었으며, 도시재생 및 재개발 사업을 활발히 진행하고 있다.

## 위치
- 수정구
  - 수진동
  - 태평동
  - 신흥동
  - 산성동
  - 양지동
  - 단대동
- 중원구
  - 성남동
  - 중앙동
  - 금광동
  - 은행동
  - 하대원동
  - 상대원동

## 같이 보기
- 분당신도시
  - 성남고등지구
  - 성남도촌지구
- 판교신도시
  - 성남판교대장도시개발사업
- 위례신도시